# Camptoptera vinea
Camptoptera vinea är en stekelart som beskrevs av Taguchi 1972. Camptoptera vinea ingår i släktet Camptoptera och familjen dvärgsteklar. Artens utbredningsområde är Filippinerna.